# CAB
CAB（キャブ）は、主にMicrosoft Windowsで用いられるデータ圧縮のファイルフォーマットの一つ。CABはCabinet（キャビネット）の略語。
ActiveXの自動ダウンロードやWindows Installerでは標準に用いられるほか、圧縮率がLHA等よりも高いため汎用のデータ圧縮形式としても用いられることがある。アーカイブファイルに署名が付けられるという変わった特性を持つ。アルゴリズムとしてはマイクロソフトが独自に改良したMSZipかLZXがあり、LZXの方が圧縮率では高いが、処理速度は遅い。Windows CEプラットフォーム（Windows Mobile、Pocket PC、Handheld PC等）では、アプリケーション インストーラが用いる標準コンテナとなっており、同プラットフォーム上では.CABファイルの関連付けはアーカイバ プログラムではなくインストーラの開始となる。
Win32 APIでは、SetupIterateCabinet()で展開できる。